# Chamec

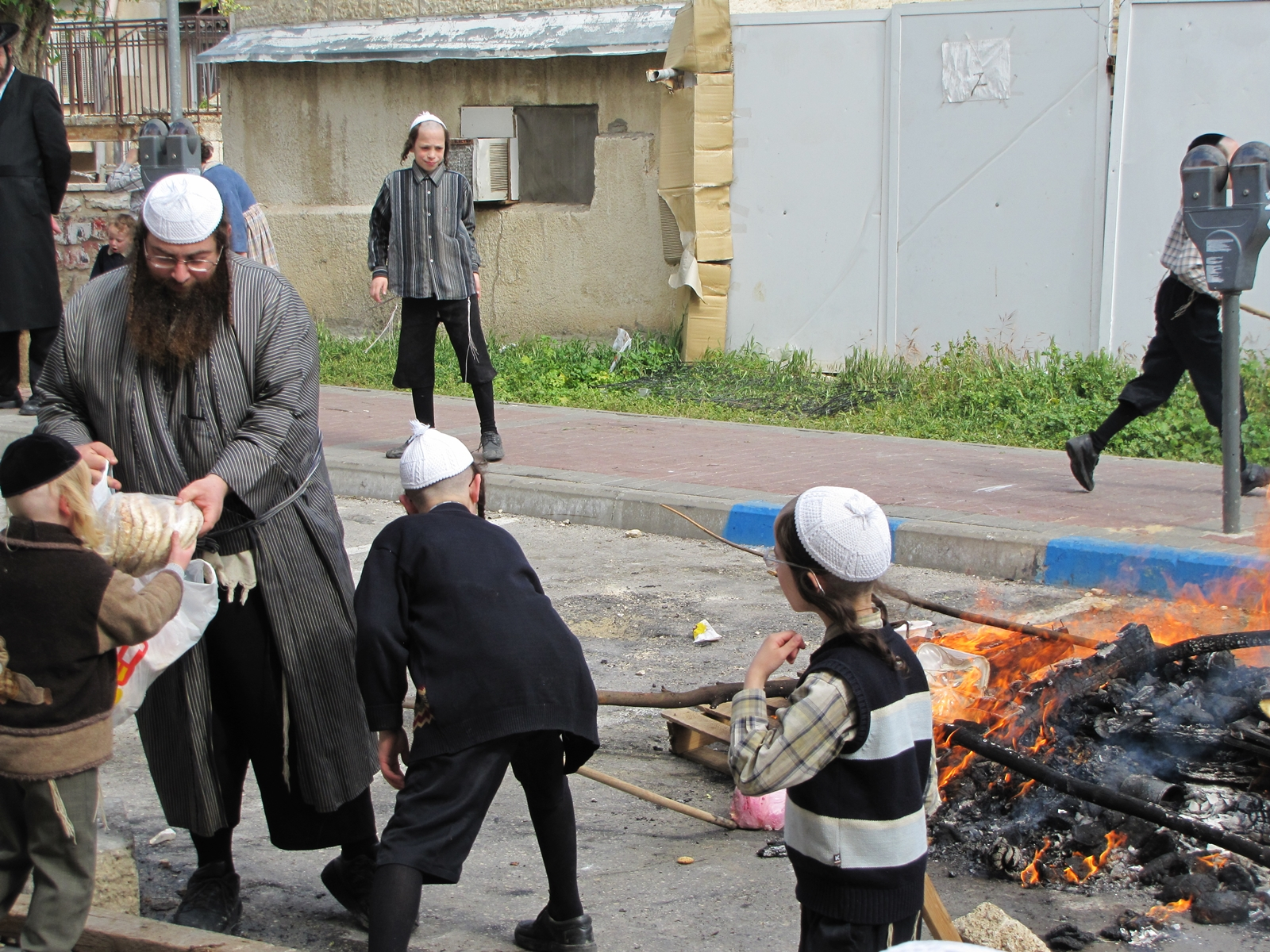
Pálení chamecu před svátkem Pesach (Jeruzalém, 2010)

Chamec (hebrejsky חָמֵץ‎, doslova „zkvašený, zkysaný“) je tradiční židovské označení pro kynuté těsto nebo jídlo, jež je zakázáno vlastnit a konzumovat o svátku Pesach. Za chamec je považováno cokoli, co obsahuje enzymy z pěti druhů obilovin (pšenice, ječmen, žito, oves a špalda) a přijde do styku s vodou a před tepelnou úpravou je takto ponecháno déle než 18 minut. Z tohoto důvodu je za chamec považováno nejen kynuté pečivo, ale též nejrůznější výrobky jako např. pivo, whisky, těstoviny, některé druhy kosmetických výrobků či léků.